# کویانتایوو
کویانتایوو (به لاتین: Kuyantayevo) یک منطقهٔ مسکونی در روسیه است که در باشقیرستان واقع شده‌است.